# Sierra de Grazalema

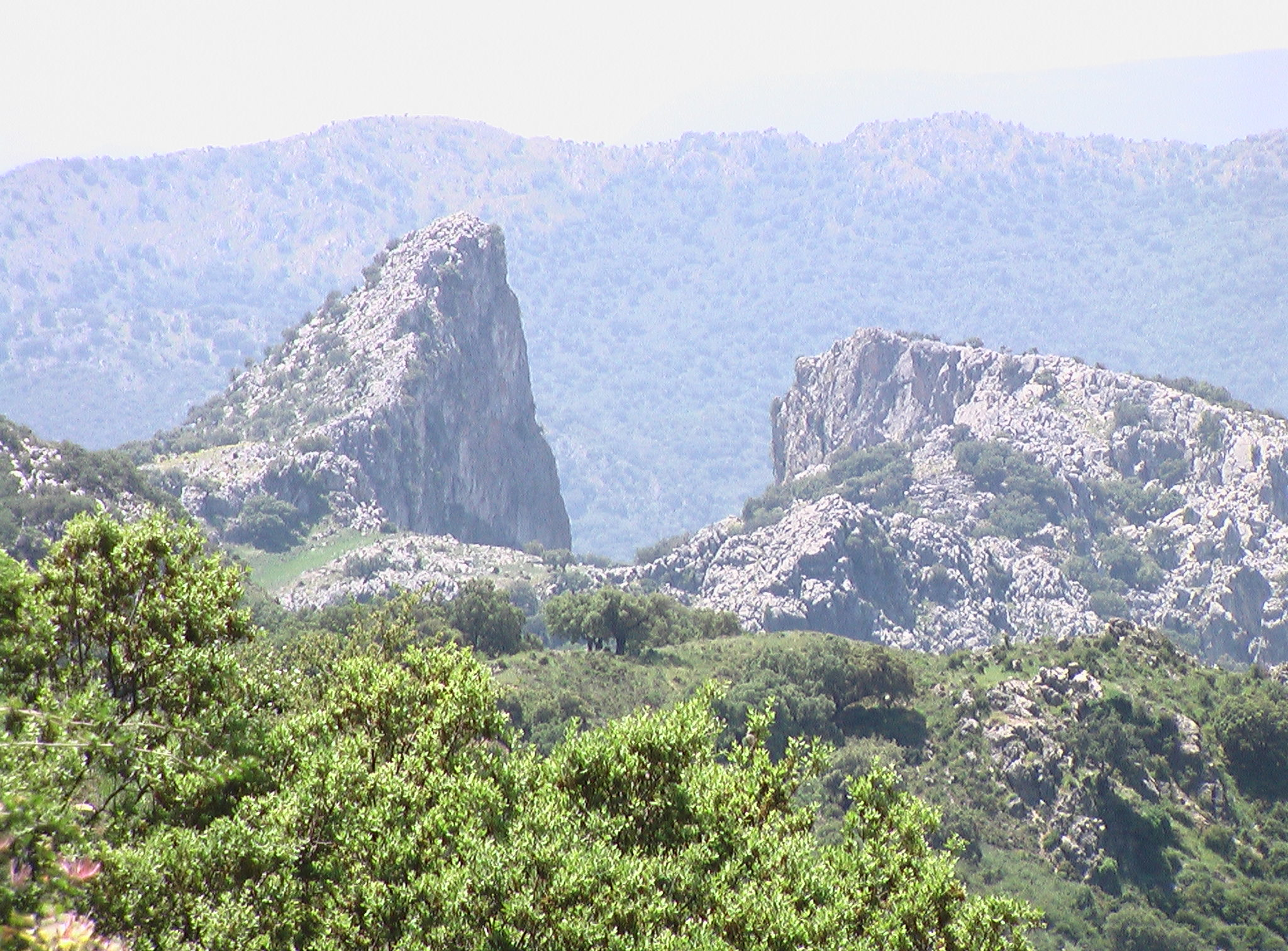
Salto del Cabrero

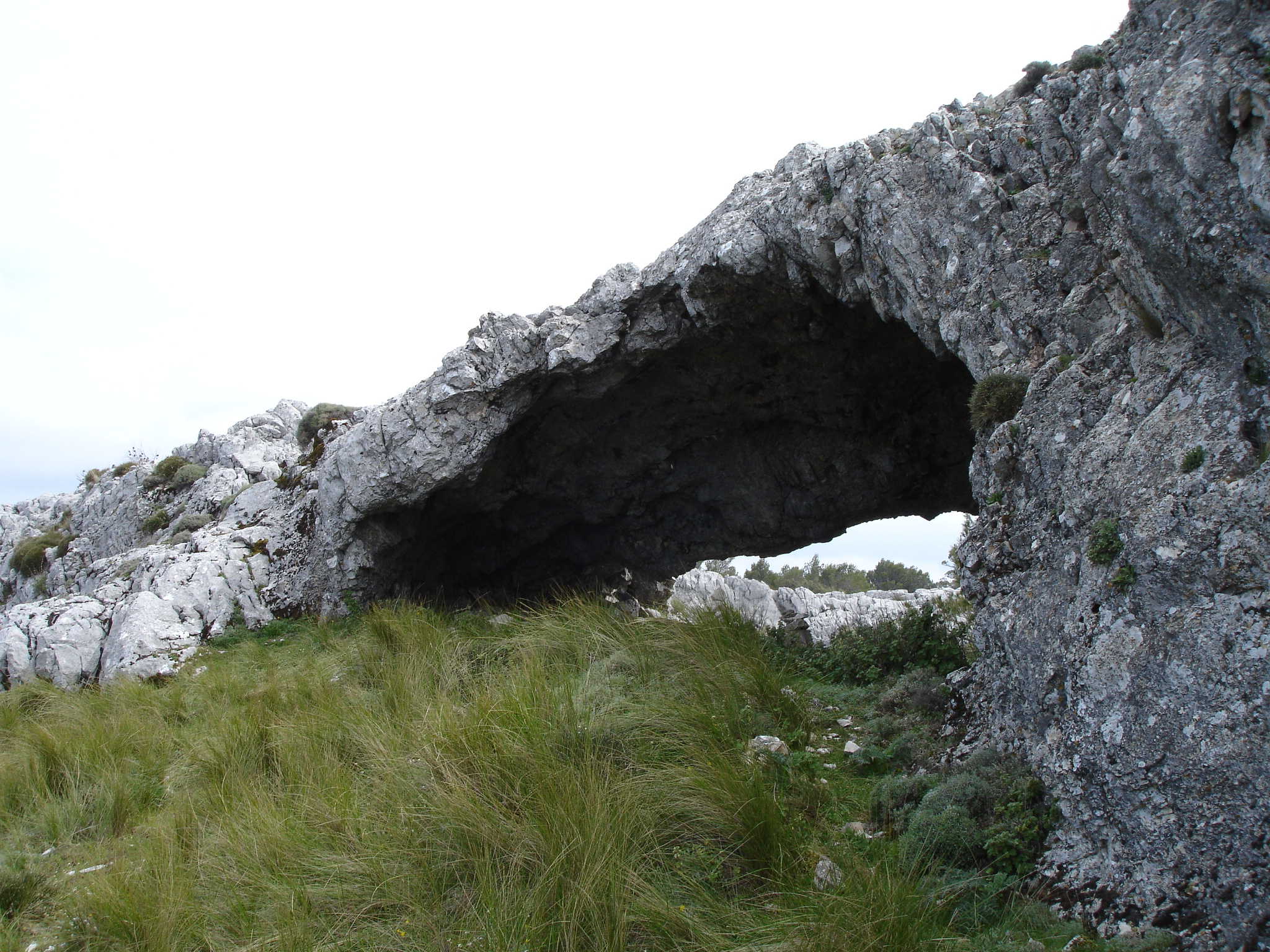
Jaskinia Dos Puertas

Góry Grazalema (hiszp. Sierra de Grazalema) – najwyższe pasmo w prowincji Kadyks; najwyższy szczyt – El Torreon 1654 m n.p.m. Na terenie tych gór został założony w 1977 r. pierwszy park narodowy w Andaluzji – Parque Natural de la Sierra de Grazalema zajmujący obszar 53.411 ha. Całość Sierra de Grazalema zbudowana jest z krasowych form powierzchniowych. Znajduje się tu największy w Andaluzji system jaskiniowy Hindidero-Gato o łącznej długości korytarzy ok. 10 km, oraz wąwóz La Verde z prawie pionowymi 400 metrowymi wapiennymi ścianami. Góry Grazalema są także obszarem cennym przyrodniczo, na którym żyje m.in.: kilka gatunków sępów w tym sęp płowy.
Na terenie parku leży 9 miast prowincji Kadyks: Algodonales, Benaocaz, El Bosque, El Gastor, Grazalema, Prado del Rey, Ubrique, Villaluenga del Rosario i Zahara de la Sierra oraz 5 miast prowincji Malaga: Benaoján, Cortes de la Frontera, Jimera de Líbar, Montejaque i Ronda.